# ハチ高原スキー場
ハチ高原スキー場（ハチこうげんスキーじょう）は、兵庫県養父市にあるスキー場である。
ハチの愛称で親しまれており、隣接するハチ北スキー場と合わせてハチ・ハチ北と呼ばれる。

## 特徴
鉢伏山の南側山麓の鉢伏高原にある関西有数の規模のスキー場である。広大なゲレンデをもち、初級～中級者向けのコースが多いが、ハイランドビューコース、高丸ゲレンデなどは上級者にも楽しめる。西日本唯一のJSBA公認ハーフパイプなどの施設がある。
鉢伏頂上トリプルリフトを使い、鉢伏山山頂を経由して、ハチ北スキー場と往来でき、両スキー場を合わせた規模は西日本最大級。なお、鉢伏山頂からハチ北スキー場側は迂回コースがあるが、ハチ高原スキー場側のコースは上級者向けであるため、初 - 中級者はリフトで下山する方が無難である。

## コース
16本のリフトにより、12コースある。リフトは鉢伏観光開発および全但バスからリフト営業を引き継いだ新会社ハチ高原（ハチ高原内の旅館・民宿が出資）が運営している。リフト券はハチ北スキー場と共通化されている。スノーボード滑走可。
中央ゲレンデのスノーパークは関西最大級!
- 高丸ゲレンデ - 上級、全長450m、最大斜度32度
- ハイランドビューコース - 上級、全長600m、最大斜度32度
- 林間コース - 初級、全長2500m、最大斜度9度
- 高丸ゲレンデ - 初級、全長600m、最大斜度18度
- ファミリーゲレンデ - 初級、全長300m、最大斜度8度
- 中央ゲレンデ - 初級、全長800m、最大斜度16度

## アクセス
- 公共交通機関
  - 山陰本線八鹿駅 - 全但バス鉢伏行 - 鉢伏口・終点などで下車
- 自家用車
  - 北近畿豊岡自動車道 - 八鹿氷ノ山IC - 国道9号 - 県道87号